# 倉吉車站
倉吉車站（日语：／ Kurayoshi eki */?）是位於日本鳥取縣倉吉市，屬於西日本旅客鐵道山陰本線的鐵路車站，也是倉吉市內的主要車站。本站為直營站，站內未設置綠色窗口，僅設有綠色售票機。自京都車站發車的特急列車「超級白兔號」大多以此為終點站，此外特急超級隱岐號列車、超級松風號列車及快速列車鳥取快車皆會在本站停靠。

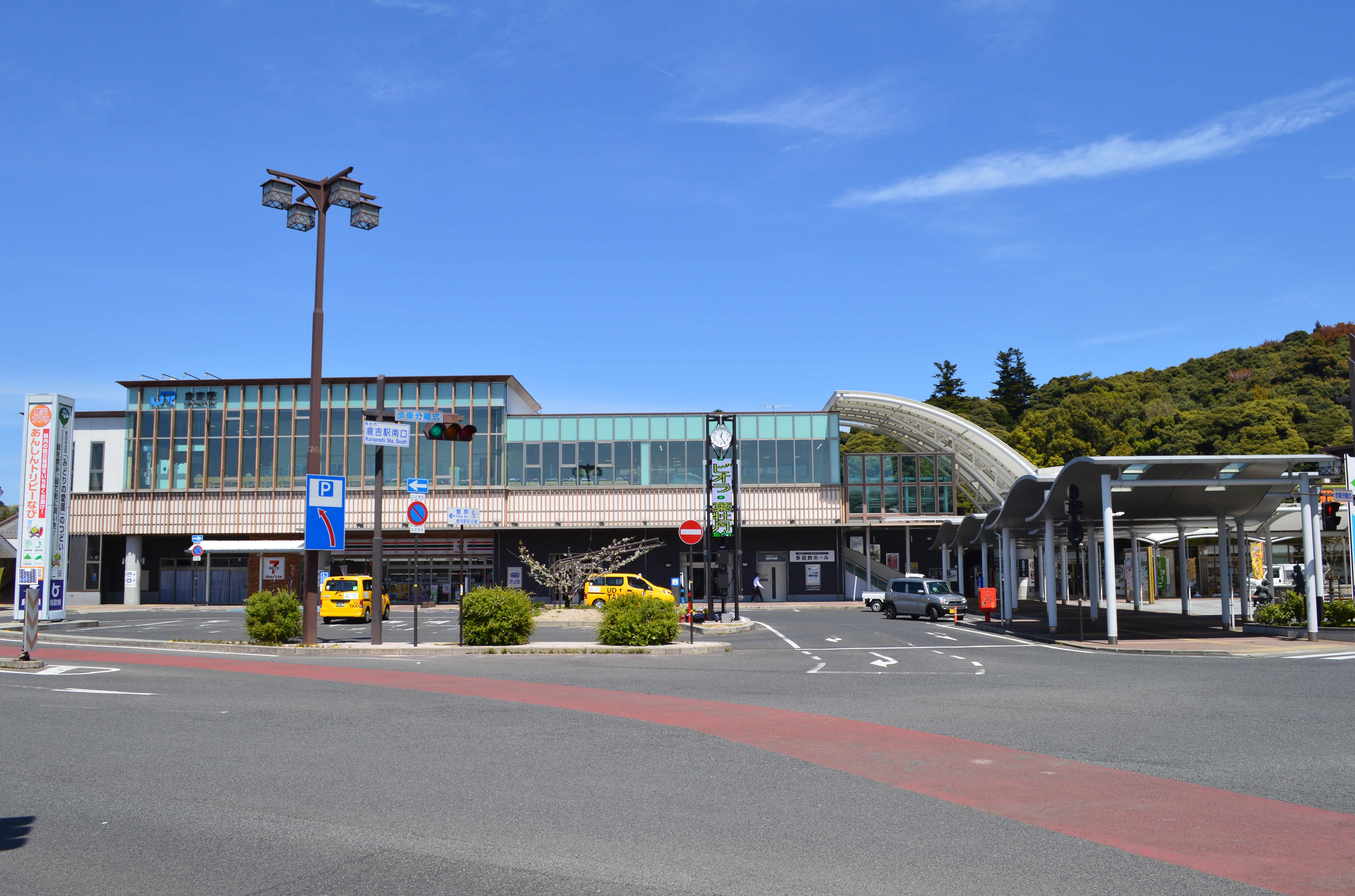
南口(2019年4月)

## 歷史
1903年官營鐵道自米子往東延伸至此，同時設立倉吉車站，不過當時此地屬於日下村小字上井，而當時的倉吉町（位於現今倉吉市的主要市區）位於本站西南方約三公里處，此後鐵路繼續往東延伸，於1908年延伸至鳥取後，連入當時日本的鐵路網。
1912年自本站通往當時倉吉町的倉吉輕便線通車啟用，因此本站更名為上井車站，而在倉吉町市區內新設倉吉車站，這段輕便鐵路在1922更名為倉吉線。
車站所在地的行政區劃日下村先於1944年升格並更名上井町，1953年再與倉吉町合併為倉吉市，由於本站位於山陰本線進入倉吉市的入口，1972年本站再度更名為倉吉車站，而位於倉吉線上的倉吉車站更名為打吹車站；但倉吉線也在1985年停止營運。1987年國鐵分割民營化後，隸屬西日本旅客鐵道。
2009年起，本站開始改建為跨站式站房，新站房於2011年啟用，並以倉吉市區內的老街建築作為車站外觀的設計概念。

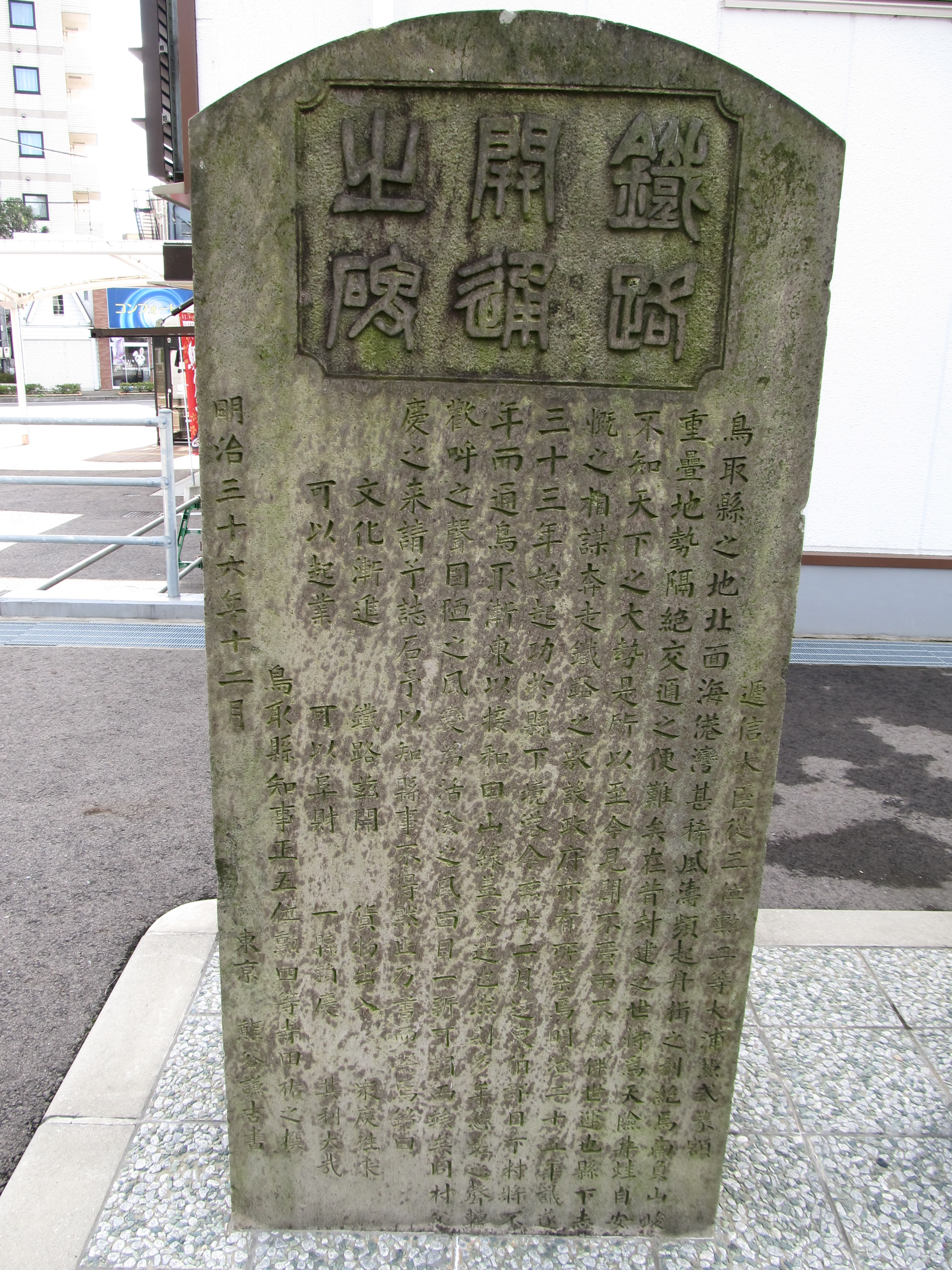
倉吉車站前的鐵路開通之碑
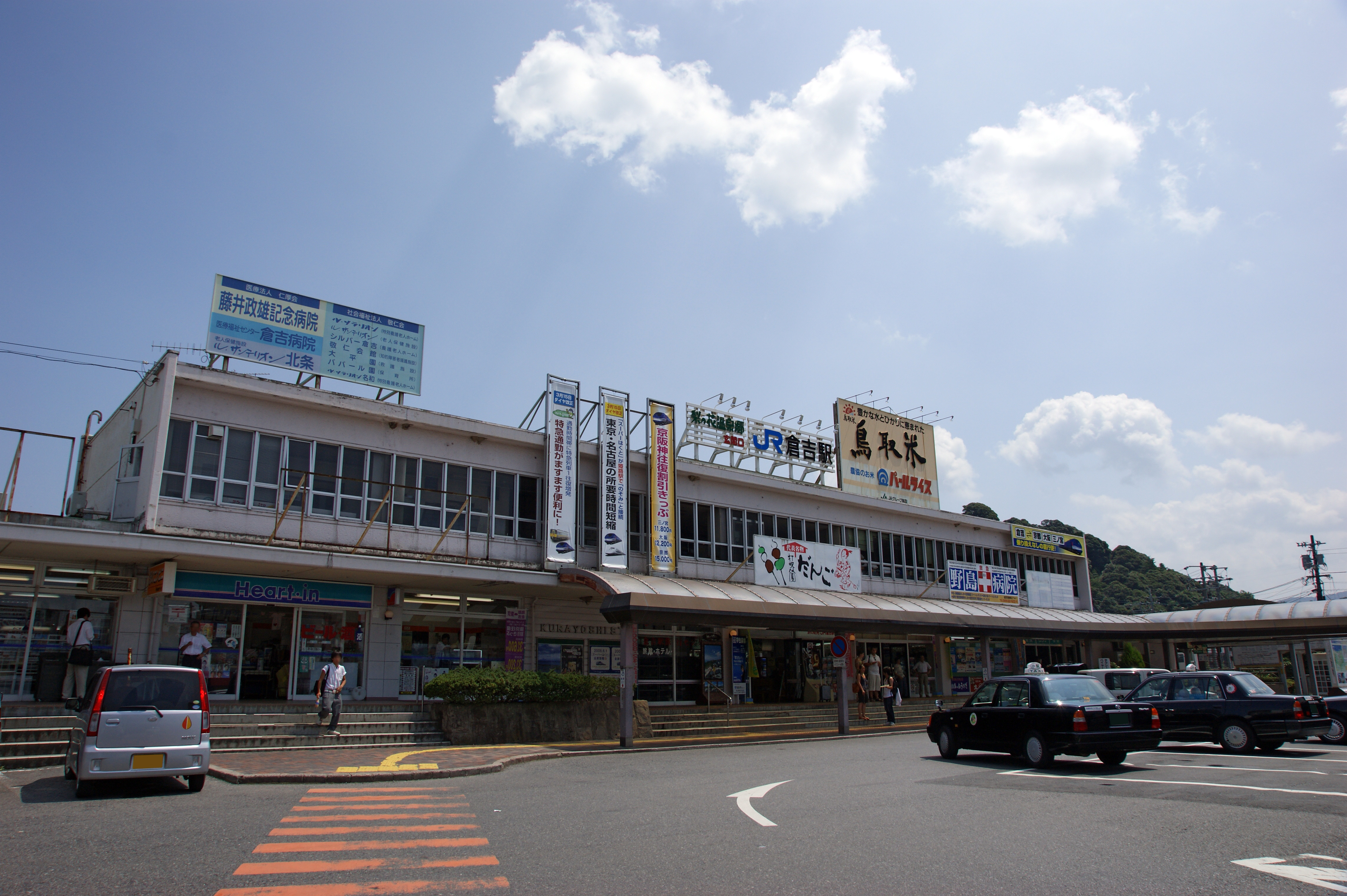
2008年的倉吉車站
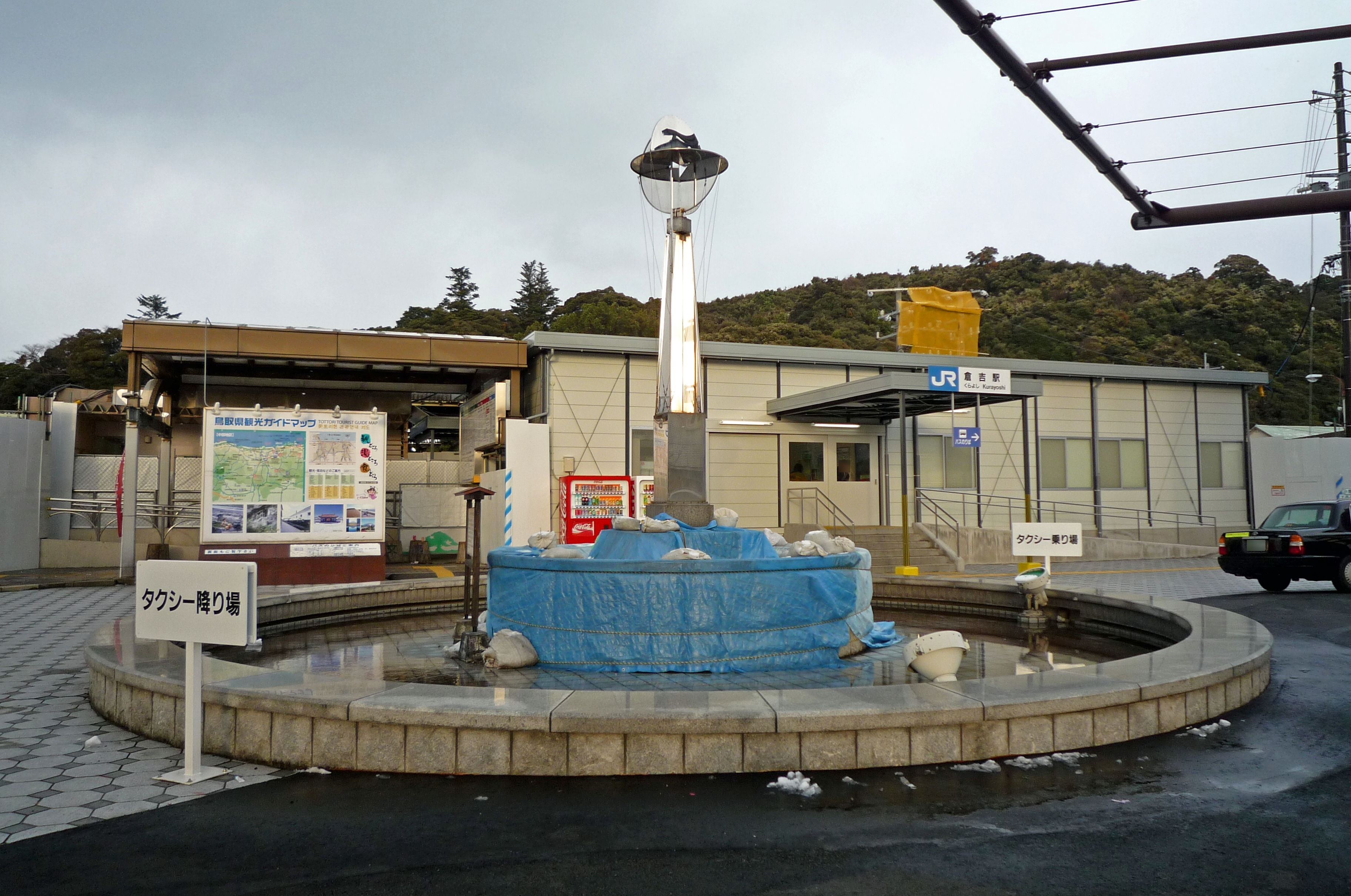
2010年倉吉車站改建期間的臨時站房

## 車站結構
本站為跨站式站房，並設有南口和北口兩個出口，兩邊可經由自由通路相通。此站的月台為位於南側的1面1線的側式月台，與位於北側的1面2線的島式月台，合計為2面3線，兩個月台皆可從跨站式站房直接進入。
過去月台的編後從北側開始依據編為1至3號，同時車站北側過去曾有一條服務線鐵路；不過在2011年改為跨站式站房後的月台編後改為從南側開始依序為1至3號，北側的服務線也遭撤除，原本服務線的位置成為北口的站房及站前廣場。目前站內沒有自動驗票機，也無法使用ICOCA等智慧卡車票。

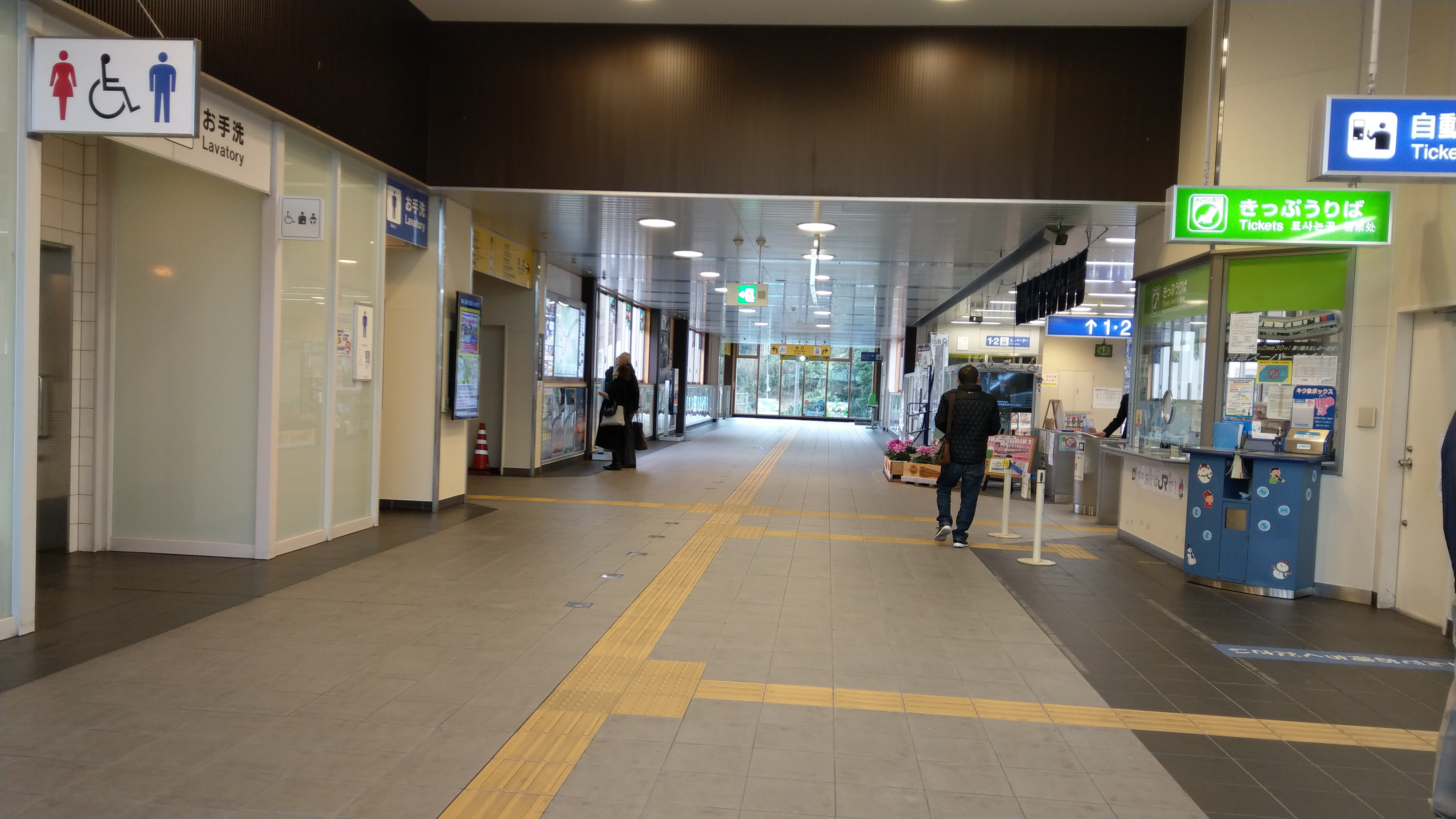
自由通道(2020年1月)
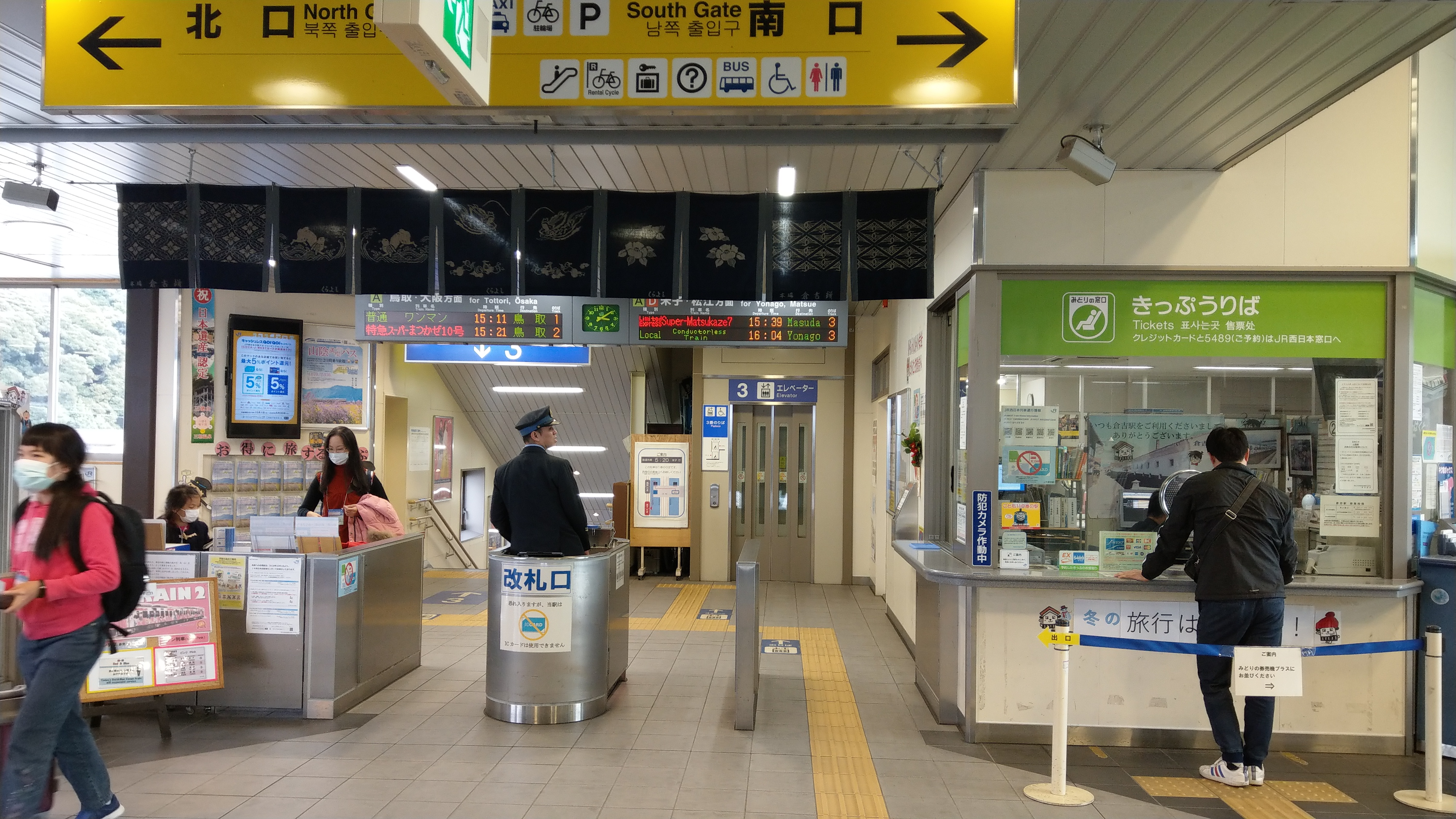
驗票口(2020年1月)

### 月台配置
| 月台 | 路線     | 方向 | 目的地                 | 備註                         |
| ---- | -------- | ---- | ---------------------- | ---------------------------- |
| 1    | 山陰本線 | 下行 | 米子、松江、出雲市方向 | 主要供待避列車或始發列車停靠 |
| 1    | 山陰本線 | 上行 | 鳥取、姬路、京都方向   | 主要供待避列車或始發列車停靠 |
| 2    | 山陰本線 | 上行 | 鳥取、姬路、京都方向   |                              |
| 3    | 山陰本線 | 下行 | 米子、松江、出雲市方向 |                              |
| 3    | 山陰本線 | 上行 | 鳥取、姬路、京都方向   |                              |

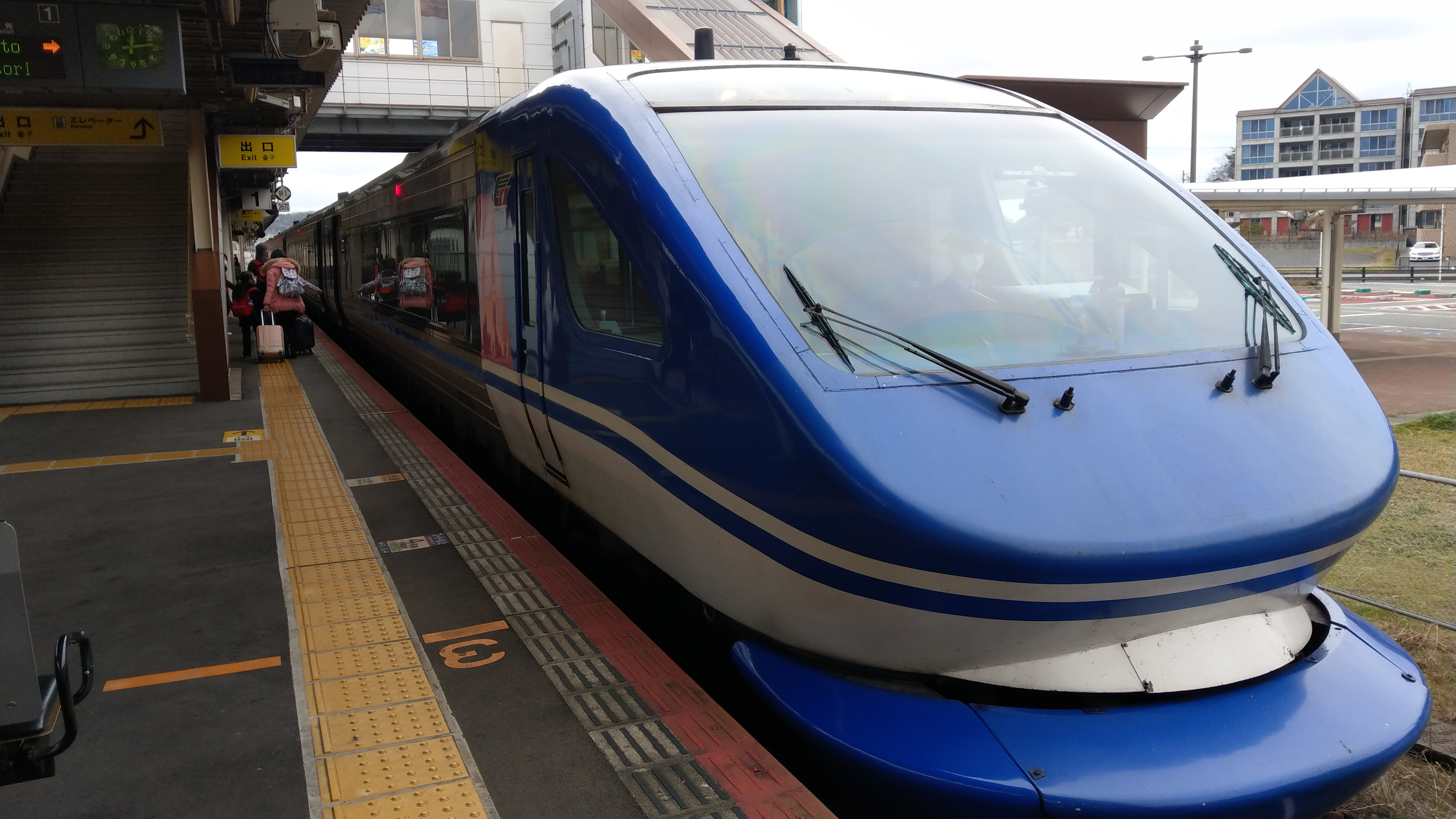
停靠於3號月台的超級白兔號列車

## 車站周邊

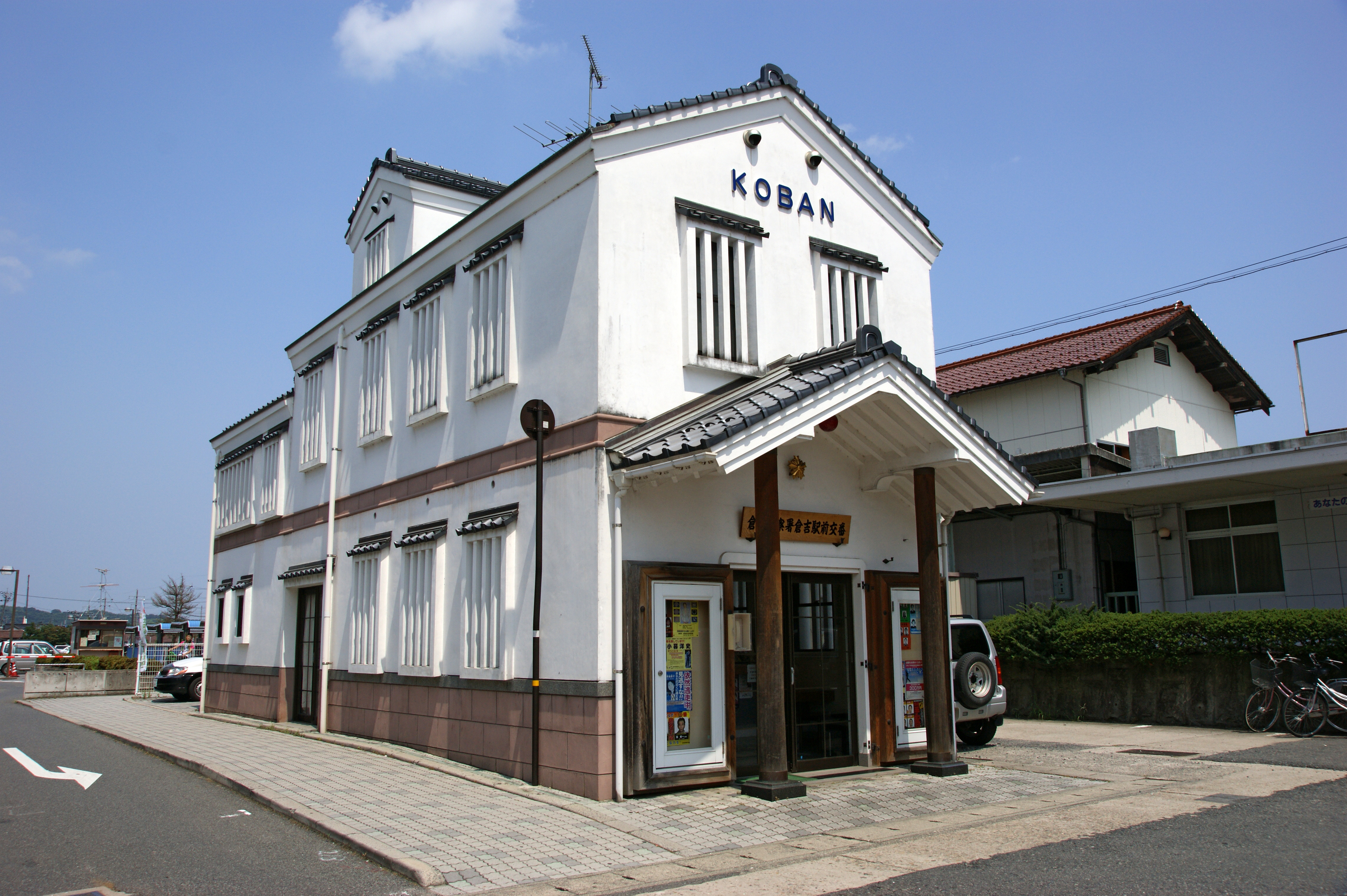
倉吉警察署倉吉車站前交番

- 倉吉警察署（日语：倉吉警察署）倉吉車站前交番
- 倉吉税務署
- Hotel St Palace倉吉
- 紫鎮（日语：パープルタウン）
- 鳥取看護大學（日语：鳥取看護大学）
- 鳥取短期大學
- 鳥取縣立倉吉綜合產業高等學校（日语：鳥取県立倉吉総合産業高等学校）
- 倉吉北高等學校（日语：倉吉北高等学校）
- 倉吉市立河北中學校（日语：倉吉市立河北中学校）
- 倉吉市立河北小學校（日语：倉吉市立河北小学校）
- 倉吉上井一郵局
- 倉吉福庭郵局
- 鳥取銀行倉吉中央支店
- 山陰合同銀行倉吉車站前出張所
- 倉吉信用金庫（日语：倉吉信用金庫）倉吉車站前支店

## 巴士

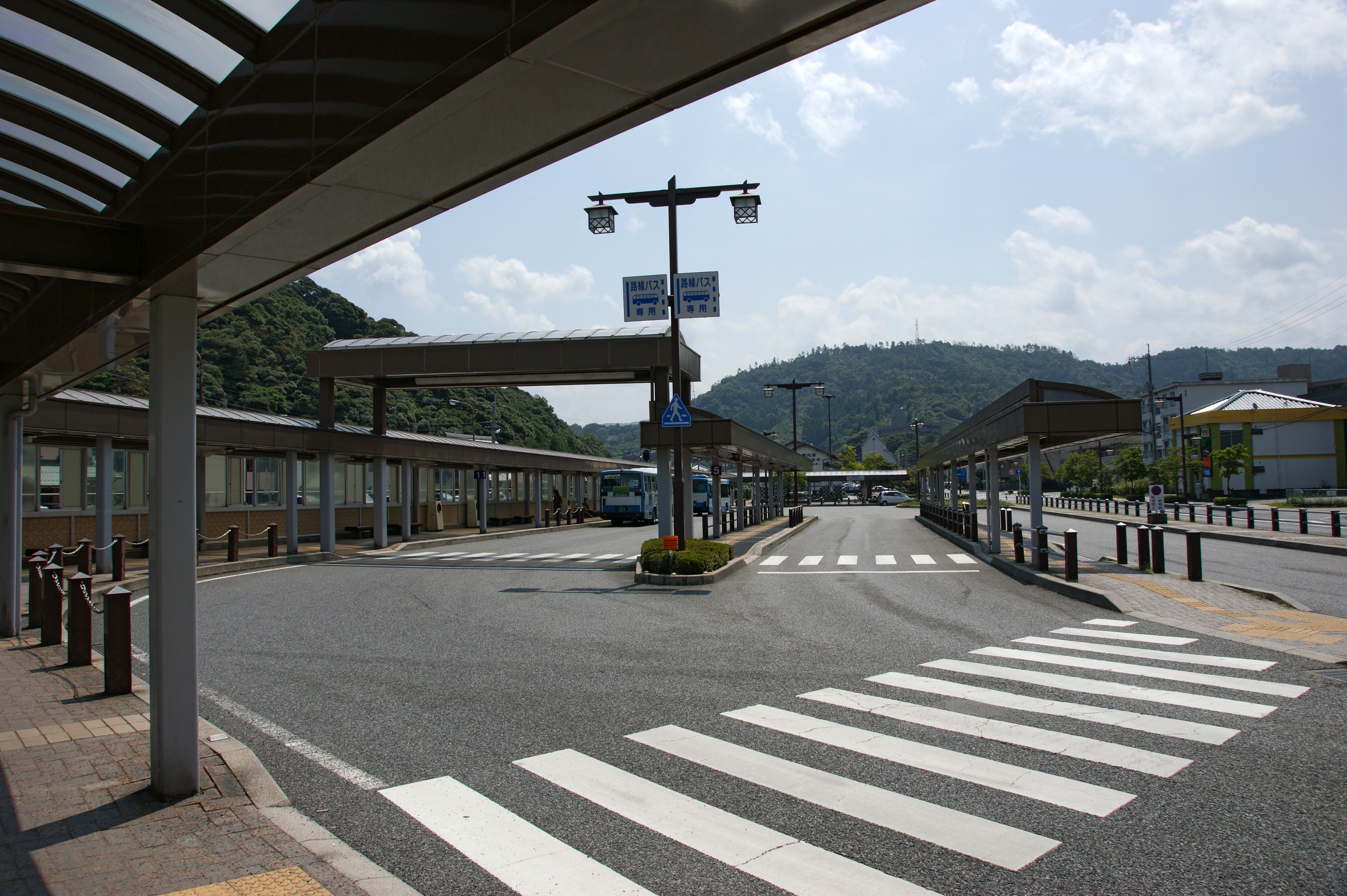
巴士乘車處

巴士乘車處位於車站南口東側，有日本交通和日之丸巴士所經營的客運路線在此停靠。

## 相鄰車站
西日本旅客鐵道
 山陰本線
松崎－倉吉－下北條

### 已廢除的路線
日本國有鐵道
倉吉線
倉吉－上灘

## 外部連結
- （日語） 倉吉車站情報 （页面存档备份，存于） - JR西日本